# Carlos Semprún

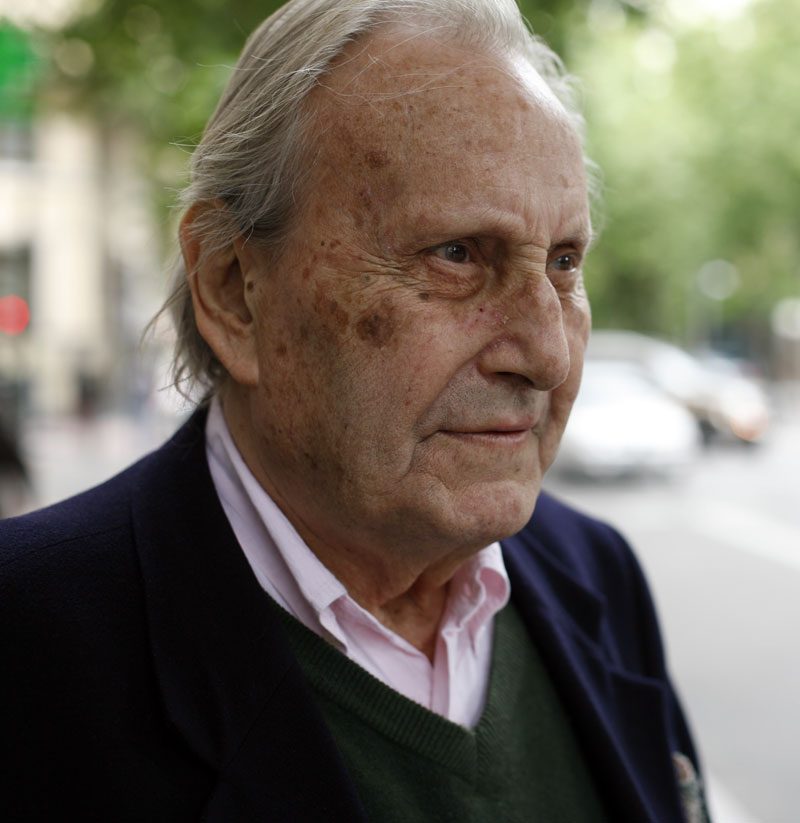
Carlos Semprún

Carlos Semprun Maura (Madrid, 23 november 1926 - Parijs, 23 maart 2009) was een Spaans toneelschrijver en journalist. Hij schreef vooral in het Frans.

## Levensloop
Carlos was de broer van de schrijver Jorge Semprun. Hij werd geboren in een welgesteld links-liberaal gezin in Madrid. Hij was een zoon van Susana Maura Gamazo, een dochter van de liberale voorman Antonio Maura, en van José María Semprún Gurrea, een advocaat en hoogleraar in de rechten, die verder onder meer gouverneur van de Spaanse provincie Toledo was.
Na het uitbreken van de Spaanse Burgeroorlog ging de familie Semprún in ballingschap, aanvankelijk in een dorp in de buurt van het Franse Lourdes en daarna in Den Haag, waar Semprúns vader ambassadeur van de Spaanse republiek werd. Na de overwinning van het Franco-regime in 1939 en de daaropvolgende sluiting van de Spaans-republikeinse diplomatieke vertegenwoordiging in Nederland verhuisde het gezin naar Parijs.
Carlos Semprun hoorde bij de militanten van de Partido Comunista de España en - nadat zijn broer uit de partij was gezet - in andere linkse en antifranquistische bewegingen. In de jaren 2000 werd hij echter kritisch tegenover links en stond hij dicht bij rechts.

## Werken (selectie)
- L'homme couché (1971)
- Révolution et contre-révolution en Catalogne (1936-1937) (1974)
- L'an prochain en Madrid (1975)
- Le jour ou j'étais tué (1976)
- Franco est mort dans son lit  (1980)
- Par des chemins rouges (1987)
- Les Barricades Solitaires (1998)
- Chapeau qu'on met le dimanche (1992)
- Le Potomac en ail vollante (1993)
- Le voleur de Madrid  (1998)
- Cobalt:nouvelle (1996)